# Pierre Éliane
Pierre Éliane, né le 23 août 1955 à Nancy, est prêtre catholique (ordonné en 1997), carme et musicien.
Il commence sa carrière comme musicien professionnel (6 albums, collaborations avec, notamment, Charlélie Couture) et entre au Carmel à 33 ans, en 1988. À partir de 1992, il enregistre des albums où il chante des textes de religieux de l'ordre du carmel, sur des mélodies composées par lui. Ses quatre premiers albums sont consacrés aux poésies de Thérèse de Lisieux. Il met ensuite en musique les chansons mystiques de Jean de la Croix, ainsi que des textes de Thérèse d'Avila et d'Élisabeth de La Trinité.

## Discographie
- Absence (1978)

- Thérèse Songs (blanc) (1992)
- Thérèse Songs (rose) (1994)
- Thérèse Songs (bleu) (1994)
- Sainte Thérèse de Lisieux - poésies (1997)
- Les chansons mystiques de Jean de la Croix (1999 / réédition 2008 / réédition 2014)
- Teresa de Jesus (2002)
- Elisabeth Songs (2003)
- Dix psaumes (2006)
- Les chansons du pauvre Jonas (2007)
- Tagore songs (Monthabor, 2014)
- Les chansons du pauvre Jonas (nouvel enregistrement) (Monthabor, 2015)

### Participations
Avec CharlÉlie Couture, pour Richard Berry :